# Station Vroomshoop
Station Vroomshoop is een spoorwegstation in de Overijsselse plaats Vroomshoop dat werd geopend op 1 oktober 1906. Het ligt aan de spoorlijn Mariënberg - Almelo, tussen de stations Daarlerveen en voormalig station Geerdijk. Tot 1952 heette het station Den Ham-Vroomshoop. Het dorp Vroomshoop was nog vrij klein toen de lijn werd geopend en behoorde tot 1 januari 2001 tot de toenmalige gemeente Den Ham. De betekenis van het station voor het 6 km verderop gelegen Den Ham nam echter af door de opkomst van andere vervoersmiddelen en daarom werd de naam Den Ham door de Nederlandse Spoorwegen geschrapt.
Het stationsgebouw van Vroomshoop is van het NOLS type derde klasse dat ook nog te vinden is in Rolde (1903) en Gramsbergen (1905). Alle stations van de NOLS werden ontworpen door de Amsterdamse architect Eduard Cuypers. Bij dit station was ook een spoorhaven in het Overijssels Kanaal. Deze is in 1912 nog uitgebreid, maar werd in 1912 vervangen door een nieuw spoordok ten zuidwesten van het station. In de jaren 60 werd de haven grotendeels gedempt en na de sluiting van het station voor goederenvervoer in 1972 zijn de sporen voor goederentreinen in 1974 verwijderd. Het station heeft nu nog twee sporen, waar treinen uit beide richtingen elkaar hier kunnen kruisen.

## Bediening
Station Vroomshoop wordt bediend door de volgende treinserie:
| Serie       | Treinsoort         | Route                                         | Bijzonderheden                                                                         |
| ----------- | ------------------ | --------------------------------------------- | -------------------------------------------------------------------------------------- |
| 31000 RS 21 | Stoptrein (Arriva) | Almelo – Vroomshoop – Mariënberg – Hardenberg | Onderdeel van Blauwnet. 1x per uur, 2x per uur in de brede spits en op zaterdagmiddag. |

De laatste stoptrein vanuit Almelo richting Hardenberg rijdt 's avonds laat niet verder dan Mariënberg.

## Afbeeldingen

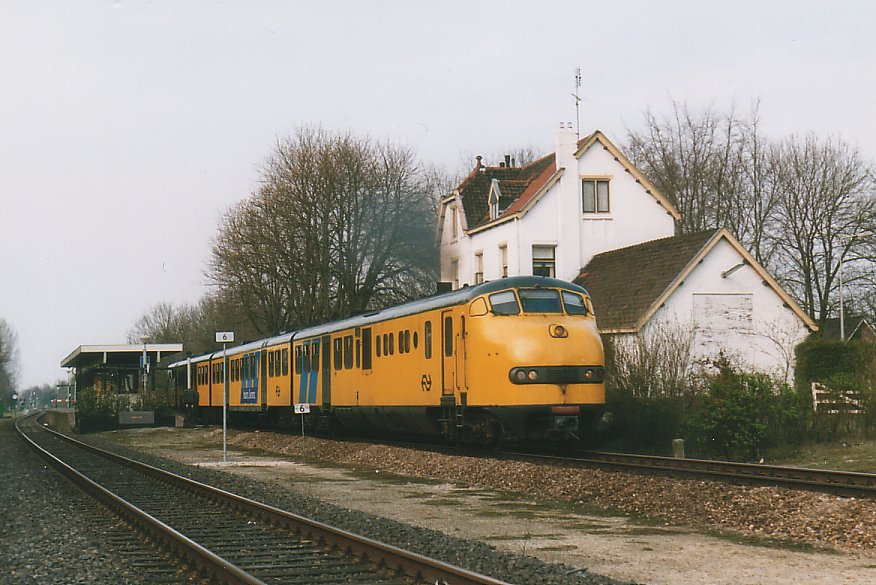
Station Vroomshoop in 1998
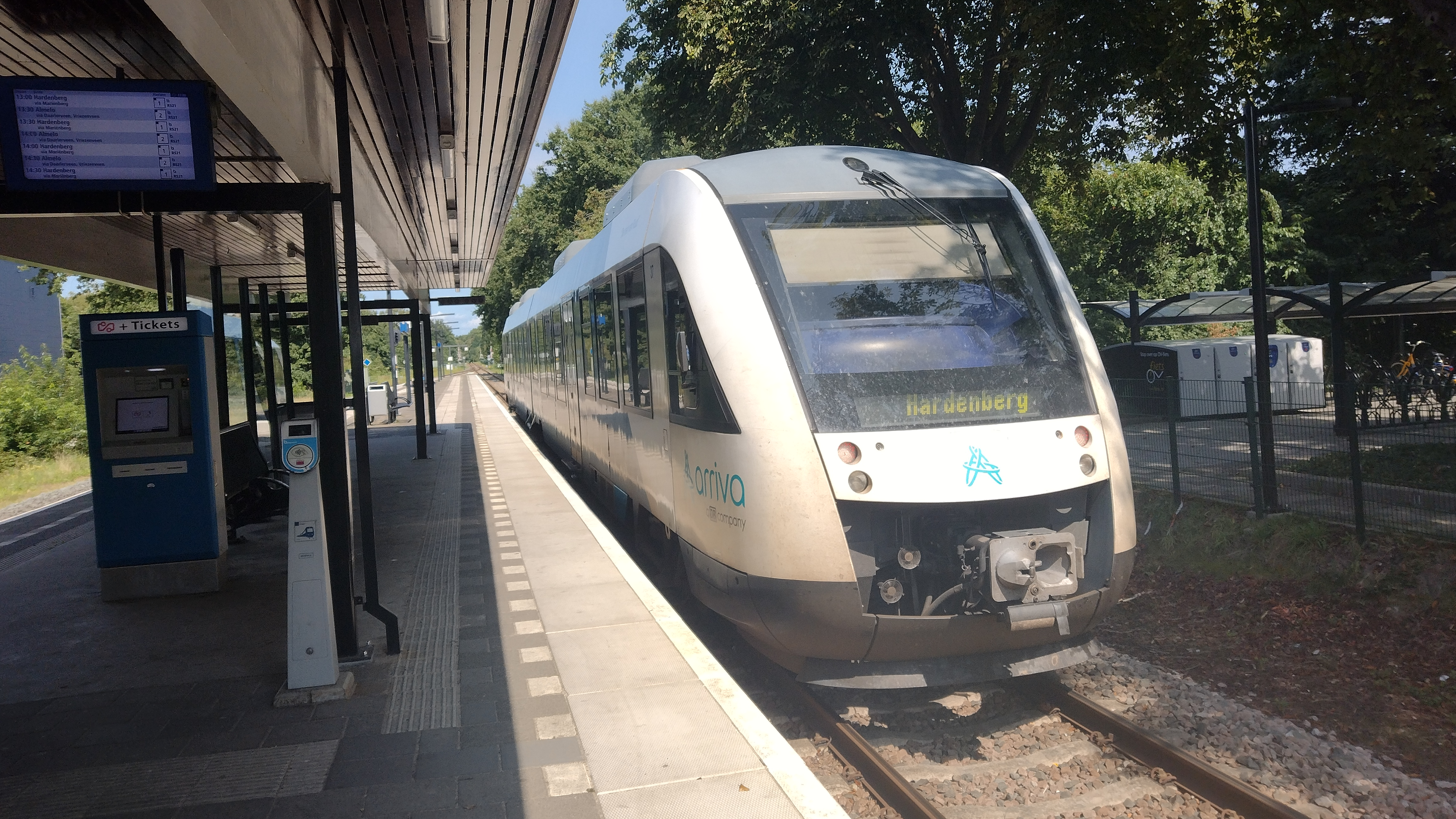
Trein naar Hardenberg in 2023
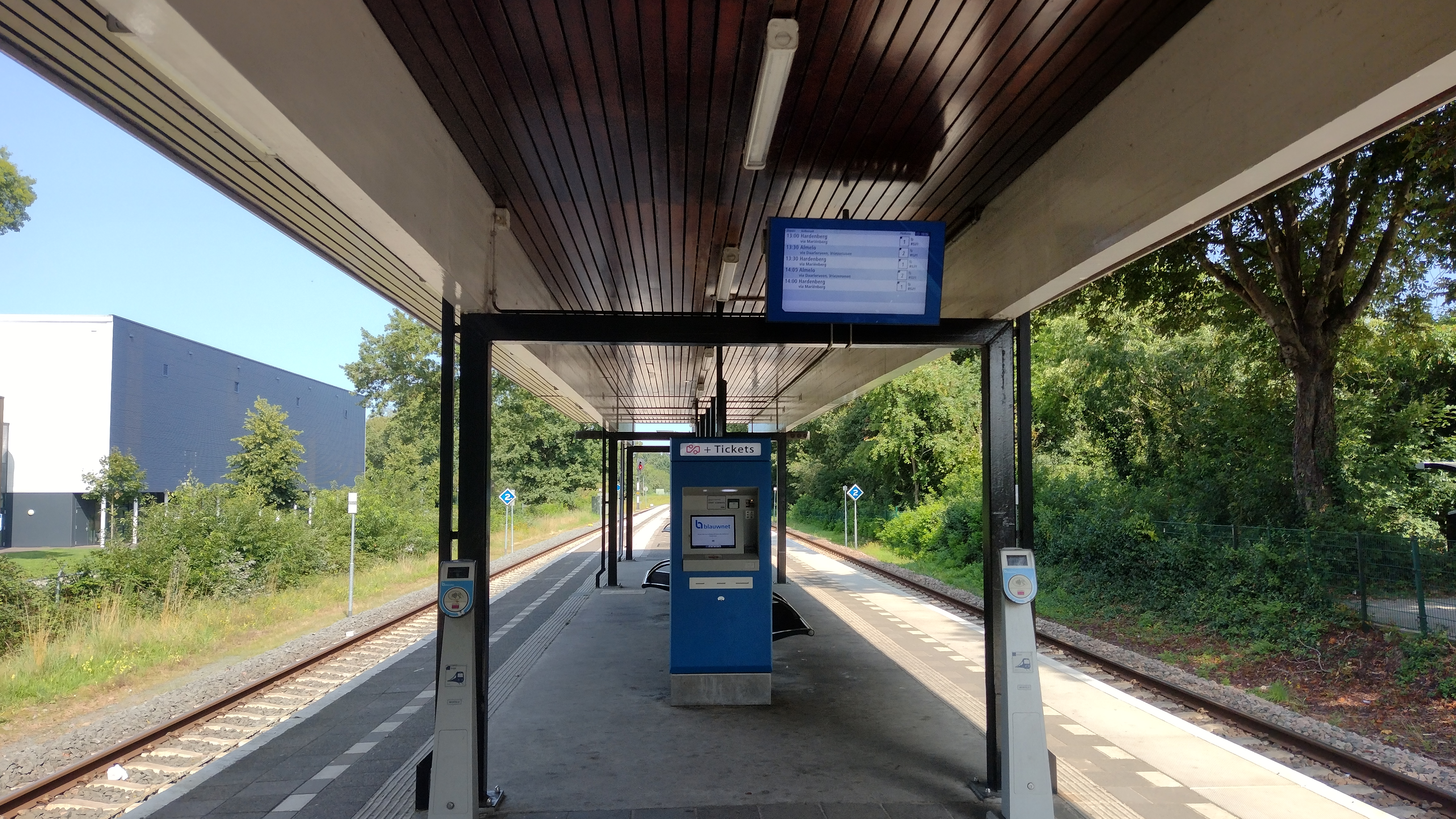
Perron
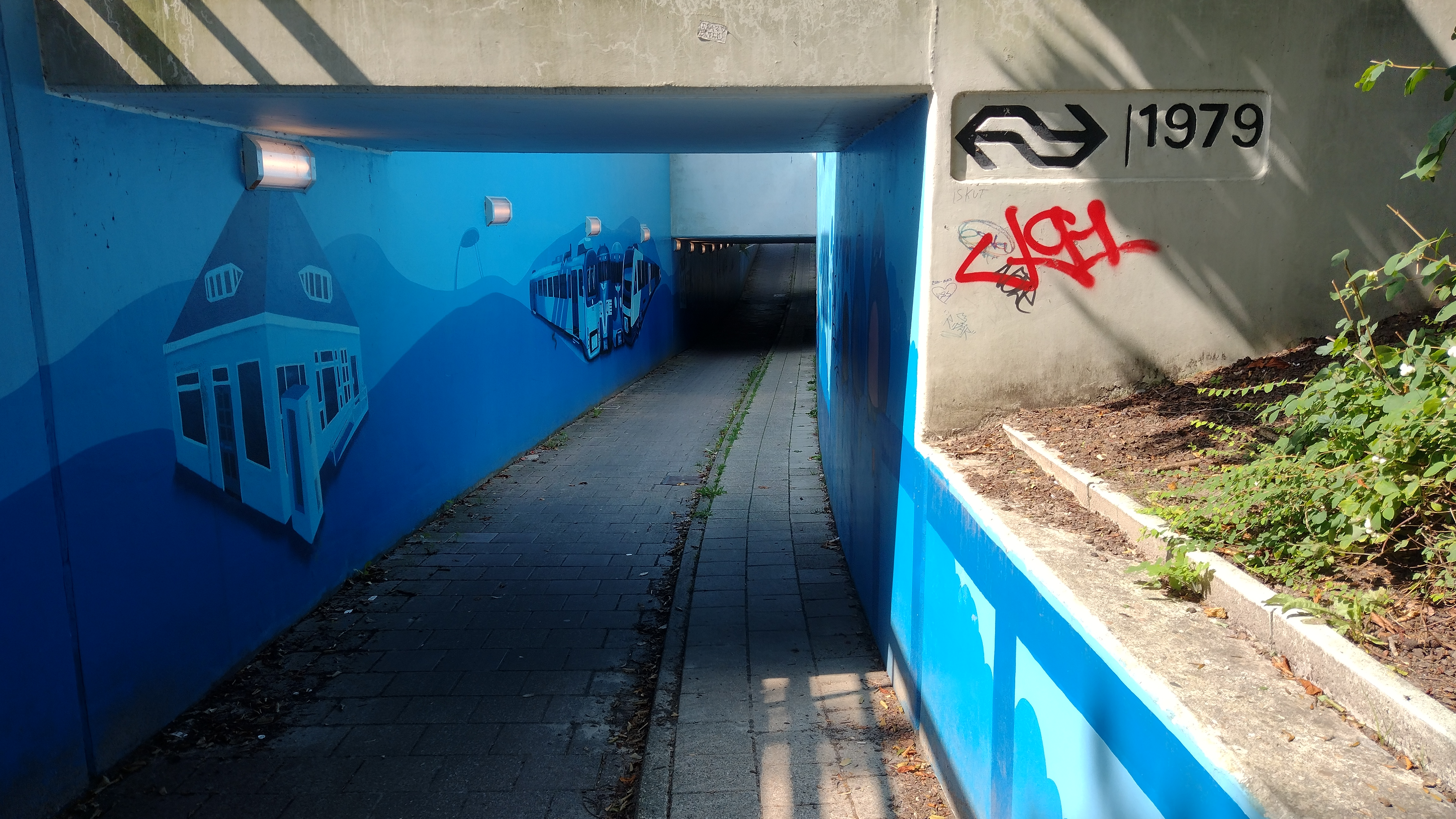
Tunnel onder het station door

0,0: Mariënberg ·
3,8: Geerdijk ·
6,0: Vroomshoop ·
7,8: Daarlerveen ·
10,1: Westerhoeve ·
12,5: Vriezenveen ·
16,2: Aadorp ·
18,8: Almelo
Almelo · 
-De Riet · 
Borne · 
Daarlerveen · 
Dalfsen · 
Delden · 
Deventer · 
-Colmschate · 
Enschede · 
-De Eschmarke · 
-Kennispark · 
Glanerbrug · 
Goor · 
Gramsbergen · 
Hardenberg · 
Heino · 
Hengelo · 
-Gezondheidspark ·
-Oost · 
Holten · 
Kampen · 
-Zuid ·
Mariënberg · 
Nijverdal · 
Oldenzaal ·
Olst · 
Ommen · 
Raalte ·
Rijssen · 
Steenwijk · 
Vriezenveen · 
Vroomshoop · 
Wierden · 
Wijhe · 
Zwolle · 
-Stadshagen
Stations van de Museum Buurtspoorweg:
Haaksbergen · Zoutindustrie · Boekelo

Voormalige stations: zie de lijst van voormalige spoorwegstations in Overijssel